# Antoine Sanguin de Meudon
Antoine Sanguin de Meudon (Piccardia, 1493 – Parigi, 25 novembre 1559) è stato un cardinale e vescovo cattolico francese.

## Biografia
Era il figlio di Antoine Sanguin, signore di Meudon, La Honville, Lunesy e feudi a Claye, Chelles, maestro di acque e foreste della Francia, Champagne e Brie, e di Marie Simon, figlia di Pierre Simon, signore di Marquemont e Jeanne de Chambon.
Zio di Anne de Pisseleu d'Heilly duchessa d'Étampes, amante del re Francesco I di Francia, dovette verosimilmente a questa parentela la sua carriera ecclesiastica: non c'è peraltro nessun documento da cui si desuma che abbia preso gli ordini sacri. Fu abate commendatario dell'abbazia di Fleury, il 6 novembre 1533 fu nominato da papa Clemente VII vescovo di Orléans, nel concistoro del 19 dicembre 1539 fu nominato da papa Paolo III cardinale diacono di Santa Maria in Portico Octaviae, e il 7 agosto 1543 grande elemosiniere di Francia, il primo ad aver ottenuto questo titolo.
Nel 1543 fu nominato governatore di Parigi col compito di allestire la difesa della città dalle minacce dell'imperatore Carlo V, e l'anno successivo fu uno dei diplomatici che negoziarono il trattato di pace con l'imperatore d'Asburgo; con altre personalità francesi, fra i quali il cardinale Carlo di Lorena, fu uno degli ostaggi consegnati a Carlo V a garanzia del trattato di pace. Nel 1546 fu trasferito alla sede di Limoges.
Dopo la morte di Francesco I (1547) la sua posizione a corte fu compromessa: si dimise dall'incarico di elemosiniere e si ritirò in Italia. Nel 1550, riabilitato, poté ritornare in Francia: col benestare del nuovo re di Francia Enrico II Giulio III lo nominò amministratore apostolico di Tolosa il 20 ottobre 1550, sebbene le bolle siano del 1553. Morì nel 1559 e fu seppellito nella chiesa di Sainte Catherine-du-Val des Scolaire.
Fu protettore di Rabelais, ospitato nel castello di Meudon